# Торо східний
То́ро східний (Phyllastrephus flavostriatus) — вид горобцеподібних птахів родини бюльбюлевих (Pycnonotidae). Мешкає в Східній і Південній Африці.

## Підвиди
Виділяють сім підвидів:
- P. f. graueri Neumann, 1908 — нагір'я поблизу озер Альберт, Едуард і Ківу (схід і північний схід ДР Конго);
- P. f. olivaceogriseus Reichenow, 1908 — гори Рувензорі, Ітомбве і Кабобо (схід ДР Конго), захід Уганди і Руанди, північ Бурунді;
- P. f. kungwensis Moreau, 1941 — західна Танзанія;
- P. f. uzungwensis Jensen & Stuart, S, 1982 — гори Удзунгва (східна Танзанія);
- P. f. tenuirostris (Fischer, GA & Reichenow, 1884) — південно-східна Кенія, східна Танзанія, північний схід Мозамбіку;
- P. f. vincenti Grant, CHB & Mackworth-Praed, 1940 — південний схід Малаві, захід Мозамбіку;
- P. f. flavostriatus (Sharpe, 1876) — схід Зімбабве, південь Мозамбіку, схід ПАР.

## Поширення і екологія
Східні торо живуть в гірських тропічних лісах, чагарникових і бамбукових заростях. Зустрічаються на висоті до 3000 м над рівнем моря.